# 羅德奧 (加利福尼亞州)
羅德奧（英語：Rodeo）是位於美國加利福尼亞州康特拉科斯塔縣的一個人口普查指定地區。

## 地理
羅德奧的座標為38°01′59″N 122°16′01″W / 38.03306°N 122.26694°W，而該地最高點為海拔高度5米（即16英尺）。

## 人口
根據2010年美國人口普查的數據，羅德奧的面積為11.997平方千米，當中陸地面積為9.706平方千米，而水域面積為2.291平方千米。當地共有人口8679人，而人口密度為每平方千米723人。